# Tamarind
Tamarind (Tamarindus indica) är en ärtväxt som ursprungligen kommer från Afrika och är vanlig i Indien. Det är den enda arten i släktet. Namnet kommer från arabiska tamr hindī, vilket betyder 'indisk dadel'. Växten är ett högt träd, och veden är mycket hård och används bland annat till promenadkäppar. De hela fruktbaljorna och fröna används som föda. Fruktköttet är syrligt och innehåller 25% socker.
Efter Indien finns större odlingar i Thailand, Mexiko och Costa Rica.

## Utseende
Tamarind är ett upp till 30 meter högt träd som i brösthöjd kan ha en stamdiameter av 2,5 meter. Några exemplar utvecklar frukter när de är 200 år gamla. Mogna frukter har en kanelbrun färg. Ett moget träd producerar varje år upp till 225 kg frukter.

## Användning
Omogna tamarindskidor äts som grönsak, frukterna är mycket syrliga. Fröna omges av en brun pasta-liknande massa som tas tillvara och säljs i burkar eller pressat till kakor. Det hårda skalet avger ingen fukt, och pastan hindras därför från uttorkning – oskalad frukt har därför exceptionell hållbarhet. Tamarind används i HP-sås och Worcestershiresås för den syrliga smaken, och ingår ofta i de olika asiatiska köken.

## Synonymer

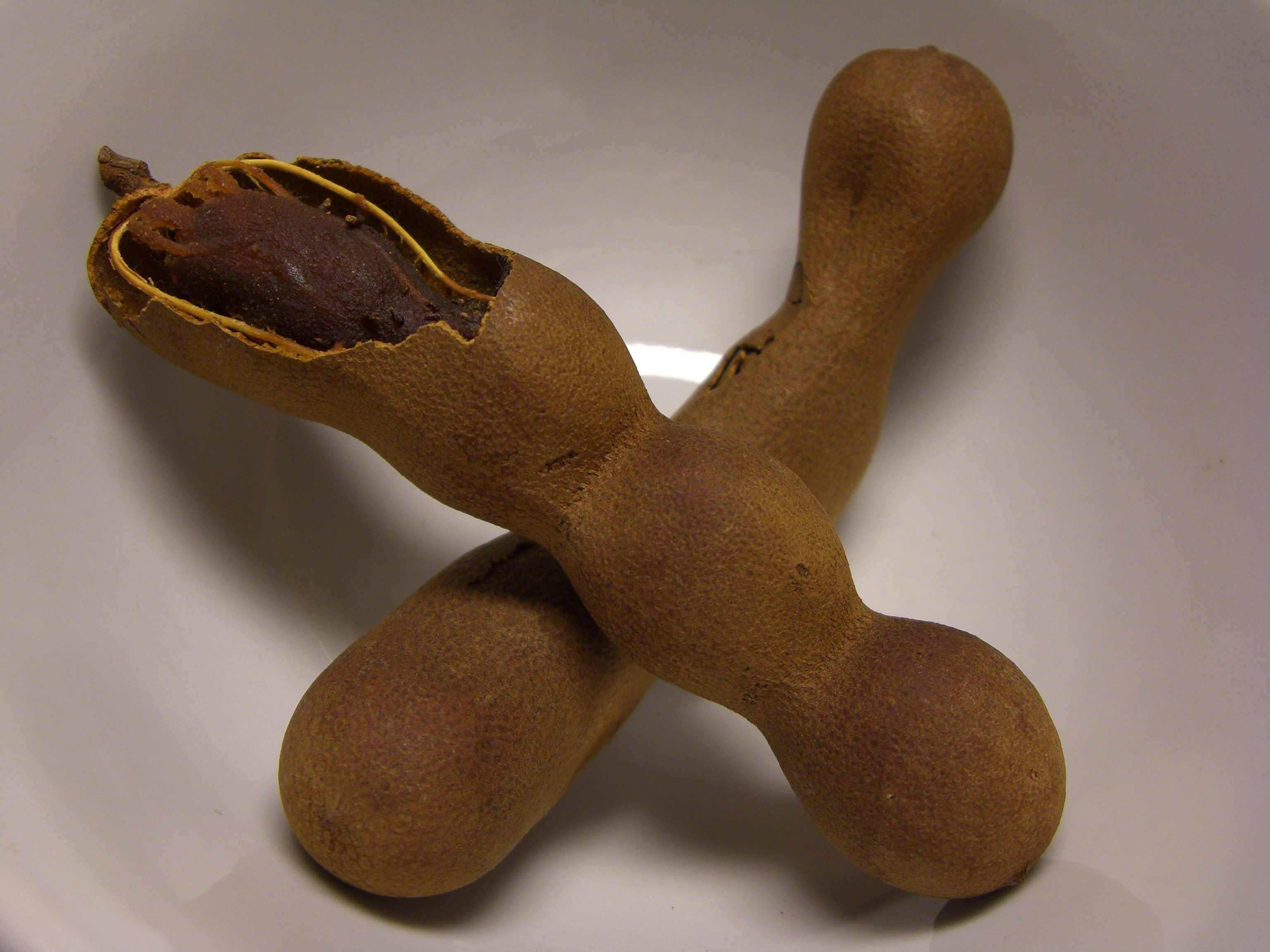
Tamarind, fruktbaljor

Tamarindus occidentalis Gaertn.
Tamarindus officinalis Hook.
Tamarindus umbrosa Salisb.